# Hettlingen
Pour les articles homonymes, voir Hettlingen (homonymie).
Hettlingen est une commune suisse du canton de Zurich, située dans le district de Winterthour.

Photo aérienne prise à 200 m par Walter Mittelholzer (1931).

## Démographie
| 1950 | 2000  | 2004  | 2005  |
| ---- | ----- | ----- | ----- |
| 597  | 2 383 | 2 872 | 2 891 |